# Kanaren-Weißling

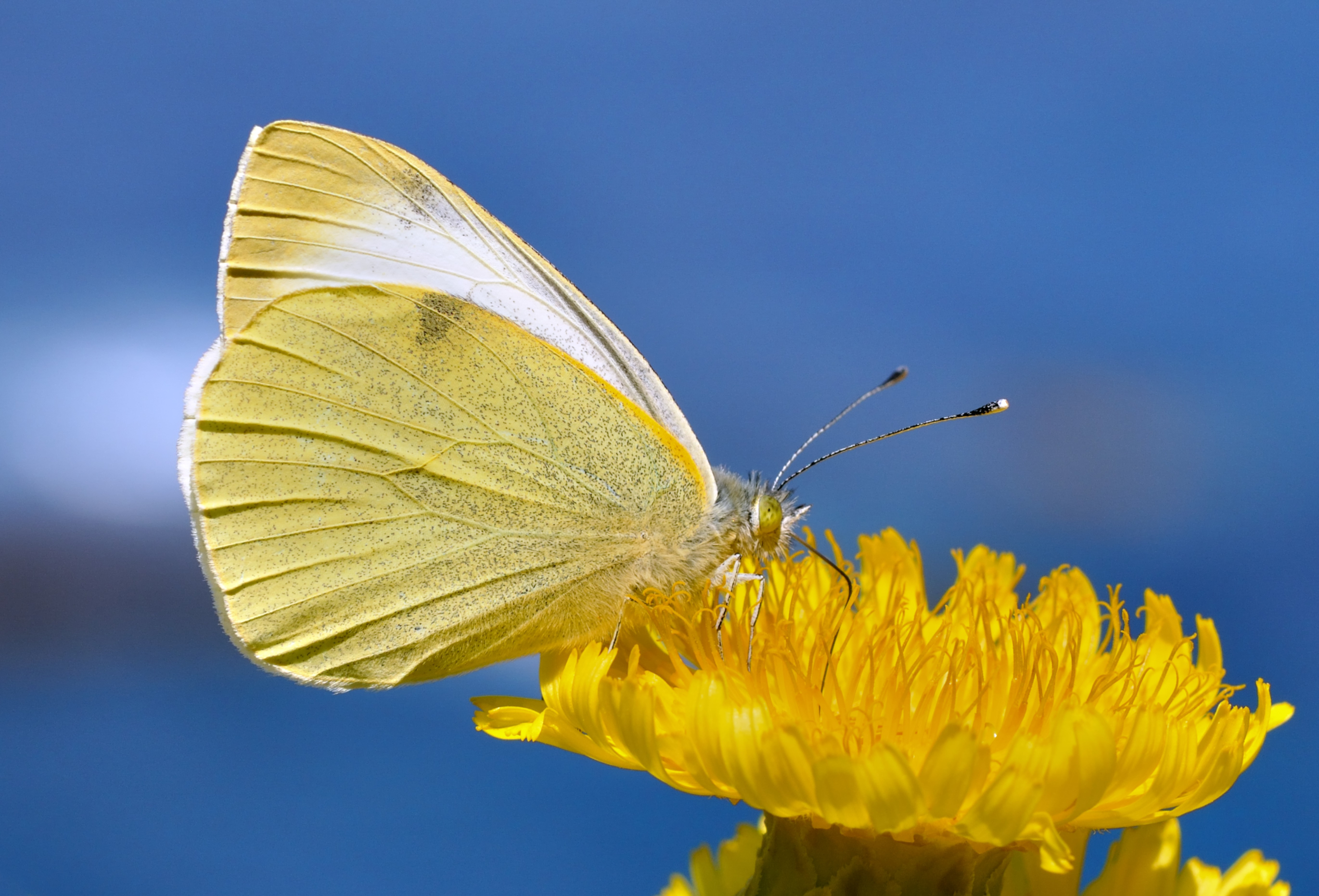
Exemplar aus dem Norden Teneriffas

Der Kanaren-Weißling (Pieris cheiranthi) ist ein Schmetterling (Tagfalter) aus der Familie der Weißlinge (Pieridae).

## Merkmale
Der Falter ist dem Großen Kohlweißling (Pieris brassicae) sehr ähnlich, jedoch sind die Diskalflecke größer und miteinander verschmolzen. Er erreicht eine Größe von 57 bis 66 Millimetern.

### Unterarten
- Pieris cheiranthi cheiranthi (Hübner, 1808)
- Pieris cheiranthi benchoavensis Pinker, 1969, La Palma (Kanarische Inseln)

## Ähnliche Arten
- Großer Kohlweißling Pieris brassicae (Linnaeus, 1758)
- Kleiner Kohlweißling Pieris rapae (Linnaeus, 1758)
- Madeira-Kohlweißling Pieris [brassicae] wollastoni (Butler, 1886), ausgestorben, wurde von einigen Autoren als eigenständige Art angesehen.

## Verbreitung
Der Kanaren-Weißling ist auf La Palma weit verbreitet, auf Teneriffa ist er auf die nördlichen Küstenbereiche beschränkt. Der letzte Nachweis von La Gomera stammt aus dem Jahr 1975, dort ist die Art wahrscheinlich ausgestorben. Unbestätigte Meldungen gibt es ebenfalls von Gran Canaria, während es sich bei einer Meldung aus Lanzarote um eine Fehlbestimmung handelt. Auf Madeira kam der nahe verwandte Madeira-Weißling, eine Unterart des Großen Kohlweißlings, vor. Auf den Azoren fliegt dagegen der weit verbreitete Große Kohlweißling (Pieris brassicae).
Der Kanaren-Weißling bewohnt nassfeuchte schattige Schluchten in Lorbeerwäldern. Außerhalb der Lorbeerwaldzone kommen beispielsweise nasse Klippen mit einem entsprechenden Mikroklima in Betracht.

## Lebensweise
Die weiblichen Falter legen die Eier auf der Blattunterseite in Häufchen von 5 bis 50 Stück ab. Die Raupen besitzen eine hellgrüne Grundfärbung und sind schwarz punktiert. An der Oberseite und den Seiten zeigen sie einen hellgelben Streifen. Zu den Nahrungspflanzen der Raupen gehören Kreuzblütler, wie das Kanaren-Silberkraut (Lobularia canariensis) oder Kapuzinerkresse (Tropaeolum majus). Der auf den Kanaren endemische Schmächtige Meerkohl (Crambe strigosa) scheint die einzige natürliche Nahrungspflanze zu sein.

### Flug- und Raupenzeiten
Die Art fliegt in sieben bis acht aufeinanderfolgenden Generationen, die sich teilweise überlappen. Der Falter tritt ganzjährig in Erscheinung, eine Diapause ist nicht bekannt.

## Gefährdung und Schutz
Der Kanaren-Weißling zählt wegen des fortschreitenden Habitatsverlustes zu den gefährdeten Arten, an einigen Lokalitäten ist er innerhalb der letzten 20 Jahre bereits ausgestorben. Die Ursachen sind vor allem in der Verringerung seines Verbreitungsgebietes durch den Einfluss des Menschen zu suchen, möglicherweise aber auch durch die Einschleppung von Krankheitserregern oder Parasiten. Maßnahmen zur Arterhaltung bestehen in erster Linie in der Erhaltung und im Schutz der nassfeuchten Lorbeerwälder.
- IUCN: stark gefährdet (Endangered)[5]